# Rally de Cerdeña de 2011
El Rally de Cerdeña de 2011 fue la 8.º edición y la quinta ronda de la temporada 2011 del Campeonato Mundial de Rally. Se celebró en los alrededores de Olbia entre el 6 y el 8 de mayo y contó con un itinerario de dieciocho tramos de tierra que sumaban un total de 339.70 km cronometrados. Fue también la tercera ronda del Campeonato S2000 y la segunda ronda de la Academia WRC. La prueba volvió al calendario del mundial que había estado ausente en 2009 siendo puntuable para el IRC.
El ganador fue Sébastien Loeb con un Citroën DS3 WRC que logró su segunda victoria del año aventajando en solo once segundos sobre Mikko Hirvonen que terminó en segunda posición con el Ford Fiesta WRC.

## Itinerario y ganadores
| Día               | Tramo | Hora  | Tramo                   | Distancia | Ganador                                       | Tiempo  | Vel. media  | Líder rally    |
| ----------------- | ----- | ----- | ----------------------- | --------- | --------------------------------------------- | ------- | ----------- | -------------- |
| Día 1 (6 de mayo) | SS1   | 9:33  | Lago Omodeo 1           | 10.21 km  | Petter Solberg                                | 5:59.2  | 102.33 km/h | Petter Solberg |
| Día 1 (6 de mayo) | SS2   | 10:25 | Monte Grighini Nord 1   | 21.32 km  | Mikko Hirvonen                                | 14:59.1 | 85.37 km/h  | Mikko Hirvonen |
| Día 1 (6 de mayo) | SS3   | 11:26 | Alta Marmilla 1         | 14.34 km  | Sébastien Loeb Sébastien Ogier Petter Solberg | 9:37.8  | 89.35 km/h  | Mikko Hirvonen |
| Día 1 (6 de mayo) | SS4   | 12:09 | Monte Grighini Sud 1    | 19.66 km  | Sébastien Loeb                                | 13:45.6 | 85.73 km/h  | Sébastien Loeb |
| Día 1 (6 de mayo) | SS5   | 13:46 | Monte Grighini Nord 2   | 21.32 km  | Mikko Hirvonen                                | 14:32.6 | 87.96 km/h  | Sébastien Loeb |
| Día 1 (6 de mayo) | SS6   | 14:47 | Alta Marmilla 2         | 14.34 km  | Sébastien Loeb                                | 9:18.4  | 92.45 km/h  | Sébastien Loeb |
| Día 1 (6 de mayo) | SS7   | 15:30 | Monte Grighini Sud 2    | 19.66 km  | Sébastien Loeb                                | 13:17.0 | 88.80 km/h  | Sébastien Loeb |
| Día 1 (6 de mayo) | SS8   | 17:04 | Lago Omodeo 2           | 10.21 km  | Mikko Hirvonen                                | 5:58.6  | 102.50 km/h | Sébastien Loeb |
| Día 2 (7 de mayo) | SS9   | 9:29  | Coiluna 1               | 29.35 km  | Jari-Matti Latvala                            | 17:39.9 | 99.69 km/h  | Sébastien Loeb |
| Día 2 (7 de mayo) | SS10  | 10:36 | Monte Lerno 1           | 27.97 km  | Jari-Matti Latvala                            | 18:06.2 | 92.70 km/h  | Sébastien Loeb |
| Día 2 (7 de mayo) | SS11  | 11:15 | Su Filigosu 1           | 14.21 km  | Jari-Matti Latvala                            | 8:59.8  | 94.77 km/h  | Sébastien Loeb |
| Día 2 (7 de mayo) | SS12  | 14:39 | Coiluna 2               | 29.35 km  | Sébastien Ogier                               | 17:13.8 | 102.21 km/h | Sébastien Loeb |
| Día 2 (7 de mayo) | SS13  | 15:46 | Monte Lerno 2           | 27.97 km  | Jari-Matti Latvala                            | 17:41.0 | 94.90 km/h  | Sébastien Loeb |
| Día 2 (7 de mayo) | SS14  | 16:25 | Su Filigosu 2           | 14.21 km  | Jari-Matti Latvala                            | 8:44.0  | 97.63 km/h  | Sébastien Loeb |
| Día 3 (8 de mayo) | SS15  | 6:50  | Gallura 1               | 8.24 km   | Jari-Matti Latvala                            | 6:28.9  | 76.28 km/h  | Sébastien Loeb |
| Día 3 (8 de mayo) | SS16  | 8:03  | Monte Olia              | 24.50 km  | Jari-Matti Latvala                            | 17:50.7 | 82.38 km/h  | Sébastien Loeb |
| Día 3 (8 de mayo) | SS17  | 8:41  | Terranova               | 24.60 km  | Petter Solberg                                | 17:26.4 | 84.63 km/h  | Sébastien Loeb |
| Día 3 (8 de mayo) | SS18  | 12:00 | Gallura 2 (Power stage) | 8.24 km   | Mikko Hirvonen                                | 6:15.2  | 79.06 km/h  | Sébastien Loeb |

### Power Stage
| Pos | Piloto             | Tiempo | Difer. | Veloc. media | Puntos |
| --- | ------------------ | ------ | ------ | ------------ | ------ |
| 1   | Mikko Hirvonen     | 6:15.2 | 0.0    | 79.06 km/h   | 3      |
| 2   | Jari-Matti Latvala | 6:16.6 | +1.4   | 78.77 km/h   | 2      |
| 3   | Sébastien Loeb     | 6:18.0 | +2.8   | 78.48 km/h   | 1      |

## Clasificación final
| Pos.        | Piloto               | Copiloto             | Automóvil                  | Tiempo    | Diferencia | Puntos  |
| General     | General              | General              | General                    | General   | General    | General |
| ----------- | -------------------- | -------------------- | -------------------------- | --------- | ---------- | ------- |
| 1.          | Sébastien Loeb       | Daniel Elena         | Citroën DS3 WRC            | 3:45:40.9 | 0.0        | 25+1    |
| 2.          | Mikko Hirvonen       | Jarmo Lehtinen       | Ford Fiesta RS WRC         | 3:45:52.1 | 11.2       | 18+3    |
| 3.          | Petter Solberg       | Chris Patterson      | Citroën DS3 WRC            | 3:46:04.7 | 23.8       | 15      |
| 4.          | Sébastien Ogier      | Julien Ingrassia     | Citroën DS3 WRC            | 3:47:12.4 | 1:31.5     | 12      |
| 5.          | Mads Østberg         | Jonas Andersson      | Ford Fiesta RS WRC         | 3:48:23.5 | 2:42.6     | 10      |
| 6.          | Dani Sordo           | Carlos del Barrio    | Mini John Cooper Works WRC | 3:49:08.5 | 3:27.6     | 8       |
| 7.          | Ott Tänak            | Kuldar Sikk          | Ford Fiesta S2000          | 3:52:51.8 | 7:10.9     | 6       |
| 8.          | Juho Hänninen        | Mikko Markkula       | Škoda Fabia S2000          | 3:53:18.5 | 7:37.6     | 4       |
| 9.          | Matthew Wilson       | Scott Martin         | Ford Fiesta RS WRC         | 3:53:41.3 | 8:00.4     | 2       |
| 10.         | Martin Prokop        | Jan Tománek          | Ford Fiesta S2000          | 3:57:09.1 | 11:28.2    | 1       |
| SWRC        |                      |                      |                            |           |            |         |
| 1. (7.)     | Ott Tänak            | Kuldar Sikk          | Ford Fiesta S2000          | 3:52:51.8 | 0.0        | 25      |
| 2. (8.)     | Juho Hänninen        | Mikko Markkula       | Škoda Fabia S2000          | 3:53:18.5 | 26.7       | 18      |
| 3. (10.)    | Martin Prokop        | Jan Tománek          | Ford Fiesta S2000          | 3:57:09.1 | 4:17.3     | 15      |
| 4. (11.)    | Nasser Al-Attiyah    | Giovanni Bernacchini | Ford Fiesta S2000          | 3:58:14.7 | 5:22.9     | 12      |
| 5. (16.)    | Hermann Gassner, Jr. | Kathi Wüstenhagen    | Škoda Fabia S2000          | 4:06:23.4 | 13:31.6    | 10      |
| 6. (21.)    | Karl Kruuda          | Martin Järveoja      | Škoda Fabia S2000          | 4:22:45.6 | 29:53.8    | 8       |
| 7. (24.)    | Frigyes Turán        | Gábor Zsiros         | Ford Fiesta S2000          | 4:35:09.8 | 42:18.0    | 6       |
| WRC Academy |                      |                      |                            |           |            |         |
| 1.          | Egon Kaur            | Erik Lepikson        | Ford Fiesta R2             | 3:29:39.4 | 0.0        | 25+5    |
| 2.          | Miguel Baldoni       | Fernando Mussano     | Ford Fiesta R2             | 3:31:21.5 | 1:42.1     | 18      |
| 3.          | Fredrik Åhlin        | Bjorn Nilsson        | Ford Fiesta R2             | 3:32:21.7 | 2:42.3     | 15      |
| 4.          | Jan Černý            | Pavel Kohout         | Ford Fiesta R2             | 3:46:22.3 | 16:42.9    | 12      |
| 5.          | Brendan Reeves       | Rhianon Smyth        | Ford Fiesta R2             | 3:47:02.5 | 17:23.1    | 10+2    |
| 6.          | Andrea Crugnola      | Roberto Mometti      | Ford Fiesta R2             | 3:47:13.3 | 17:33.9    | 8+2     |
| 7.          | Miko-Ove Niinemäe    | Timo Kasesalu        | Ford Fiesta R2             | 4:01:44.6 | 32:05.2    | 6       |
| 8.          | Craig Breen          | Gareth Roberts       | Ford Fiesta R2             | 4:02:33.6 | 32.54.2    | 4+4     |